# Hemigrammus ulreyi
Espèce
Statut de conservation UICN

 LC : Préoccupation mineure
Hemigrammus ulreyi, communément appelé le Drapeau belge est une espèce de poissons de la famille des Characidae du genre Hemigrammus. Il est répandu dans le bassin fluvial du Paraguay et présent dans le cours moyen du fleuve Paraná. Ce tétra aurait été importé en Europe pour la première fois en 1905.

## Description
Hemigrammus ulreyi atteint la taille maximale de 40 à 45 mm.
Ses milieux de vie sont assez variés : d'une température allant de 23 à 27°C, cet Hemigrammus peut tolérer un pH de 5,8 jusqu'à 7,2.

## Répartition
Hemigrammus ulreyi est répandu dans le bassin fluvial du Paraguay et également présent dans le cours moyen du fleuve Paraná. Il aurait été importé en Europe à des fins aquariophiles par Oskar Kittler.

## Noms vernaculaires
- France : tétra drapeau belge[4]
- Allemagne : Flaggensalmler, Ulreys Salmler[5]

## Systématique
Le nom valide complet (avec auteur) de ce taxon est Hemigrammus ulreyi (Boulenger, 1895).
Hemigrammus ulreyi a pour synonyme :
- Tetragonopterus ulreyi Boulenger, 1895

## Étymologie
Le genre Hemigrammus, décrit pour la première fois par Gill en 1858, tire son nom de deux racines distinctes. Le préfixe « hemi- » provient du grec « hḗmisys » (ἥμισυς), signifiant « moitié ». Le terme « grammus » est dérivé du néo-latin scientifique « grammḗ » (γραμμή en grec), qui se traduit par « ligne » ou « trait de plume ». Cette étymologie fait référence à la ligne latérale « abruptement discontinue » de l’espèce H. unilineatus, qui se termine au milieu du corps. L’épithète spécifique « ulreyi » rend hommage à Albert B. Ulrey (1860–1932), biologiste marin américain et étudiant de Carl H. Eigenmann. Ulrey est reconnu pour avoir rédigé en 1895, une clé permettant de déterminer les espèces du genre Tetragonopterus, alors un genre fourre-tout au sein de la sous-famille des Tetragonopterinae, appartenant à la famille des Characidae.

## Publication originale
- Boulenger, G. A. (1895). Account of a large collection of fishes formed by Dr. C. Ternetz at various localities in Matto Grosso and Paraguay. Proceedings of the Zoological Society of London. 1895 (pt 3): 523-529 [(en) lire en ligne (page consultée le 21 avril 2025)]